# Żona biskupa
Żona biskupa (ang. The Bishop's Wife) – amerykański film z 1947 roku w reżyserii Henry'ego Kostera.

## Obsada
- Cary Grant jako Dudley
- Loretta Young jako Julia Brougham
- David Niven jako biskup Henry Brougham
- Monty Woolley jako profesor Wutheridge
- James Gleason jako Sylvester, taksówkarz
- Gladys Cooper jako pani Agnes Hamilton
- Elsa Lanchester jako Matilda
- Sara Haden jako Mildred Cassaway, sekretarka
- Karolyn Grimes jako Debby Brougham
- Tito Vuolo jako Maggenti
- Regis Toomey jako wielebny Miller (wystąpił jako pan Miller)
- Sarah Edwards jako pani Duffy
- Margaret McWade jako panna Trumbull
- Anne O'Neal jako pani Ward
- Ben Erway jako pan Perry
- Erville Alderson jako Stevens
- Bobby Anderson jako kapitan obrony
- Teddy Infuhr jako kapitan ataku
- Eugene Borden jako Michel
- Florence Auer jako kobieta w restauracji
- Isabel Jewell jako histeryczna matka

## Nagrody i nominacje
| Nazwa nagrody | Wygrane                             | Nominacje |
| ------------- | ----------------------------------- | --- |
| Oscar         | 1948 Najlepszy dźwięk Gordon Sawyer | 1948 Najlepszy film wytwórnia Samuel Goldwyn Productions Najlepszy reżyser Henry Koster Najlepsza muzyka w dramacie lub komedii Hugo Friedhofer Najlepszy montaż Monica Collingwood |